# Kaghsi
Kaghsi – wieś w Armenii, w prowincji Kotajk. W 2011 roku liczyła 2200 mieszkańców.